# Volksrepubliek Donetsk
Volksrepubliek Donetsk (Russisch: Доне́цкая Наро́дная Респу́блика; Donétskaja Naródnaja Respóeblika) was een zelfverklaarde republiek in oost-Oekraïne die op 12 mei 2014 werd uitgeroepen. Dit gebeurde nadat door Rusland gesteunde separatisten tijdens de Oorlog in Oost-Oekraïne op 7 april 2014 overheidsgebouwen hadden bezet in de oblast Donetsk en een referendum afdwongen. Sinds 2018 was Denis Poesjilin het staatshoofd. Op 5 oktober 2022 werd de Volksrepubliek Donetsk formeel opgenomen in de Russische Federatie als een federale republiek, na een omstreden referendum onder Russische bezetting. Deze eenzijdige annexatie werd internationaal veroordeeld en niet erkend. Denis Poesjilin werd aangesteld als voorlopig hoofd van de federale republiek. 
Oekraïne beschouwt volksrepubliek Donetsk en volksrepubliek Loegansk (die samen het voorgestelde confederatieproject Nieuw-Rusland vormen) alsmede de Republiek van de Krim als onderdeel van de "tijdelijk bezette gebieden van Oekraïne" als gevolg van Russische militaire interventie. Volgens de volkstelling van 2018 woonden er 2.302.444 mensen – meer dan de helft van de totale bevolking van de oblast Donetsk – in het bezette gebied. Hoewel de separatisten minder dan de helft (8902 km²) van de oblast Donetsk beheersen, hebben ze grote steden zoals de hoofdstad Donetsk, Makijivka en Horlivka in handen.
In eerste instantie werden de volksrepublieken Donetsk en Loegansk alleen erkend door elkaar en Zuid-Ossetië. Op 21 februari 2022 maakte de Russische president Vladimir Poetin in een lange toespraak aan het Russische volk bekend dat Rusland de volksrepublieken Donetsk en Loegansk ging erkennen en werden aansluitend de officiële documenten ondertekend. Dit werd door de NAVO veroordeeld. Beide republieken vormen het middelpunt van het Russisch-Oekraïens conflict (2021-2022) en de Russische invasie van Oekraïne in 2022. Op 29 juni 2022 verklaarde Syrië de twee zelfverklaarde volksrepublieken ook te erkennen.

## Status
Op 27 juni 2014 besloot de veiligheidsraad van Zuid-Ossetië de volksrepubliek Donetsk te erkennen. De president van Zuid-Ossetië, Leonid Tibilov, verklaarde tegen de media: "Ik geloof dat de erkenning van de Donetsk-republiek de juiste stap is", "de bevolking van Zuid-Ossetië steunt en begroet het besluit om Donetsk en Loegansk te erkennen". Op 13 mei 2015 zei het ministerie van Buitenlandse Zaken van Donetsk in een verklaring dat president Aleksandr Zachartsjenko van de volksrepubliek Donetsk papieren had ondertekend tot erkenning van Abchazië en Zuid-Ossetië. Op 18 juni 2016 verklaarde de president van Abchazië, Raoel Chajimba, dat hij waardering had voor de erkenning van Abchazië door de volksrepubliek Donetsk. Hij verklaarde echter dat erkenning van de volksrepubliek Donetsk en Loegansk door Abchazië ongepast zou zijn, aangezien beide onderhandelden met de regering van Oekraïne om hun meer autonomie te verlenen, geen onafhankelijkheid, zoals bepaald in de overeenkomst van Minsk II. Nadat Rusland op 21 februari 2022 volksrepubliek Donetsk had erkend, deed Abchazië dit alsnog op 26 februari 2022.

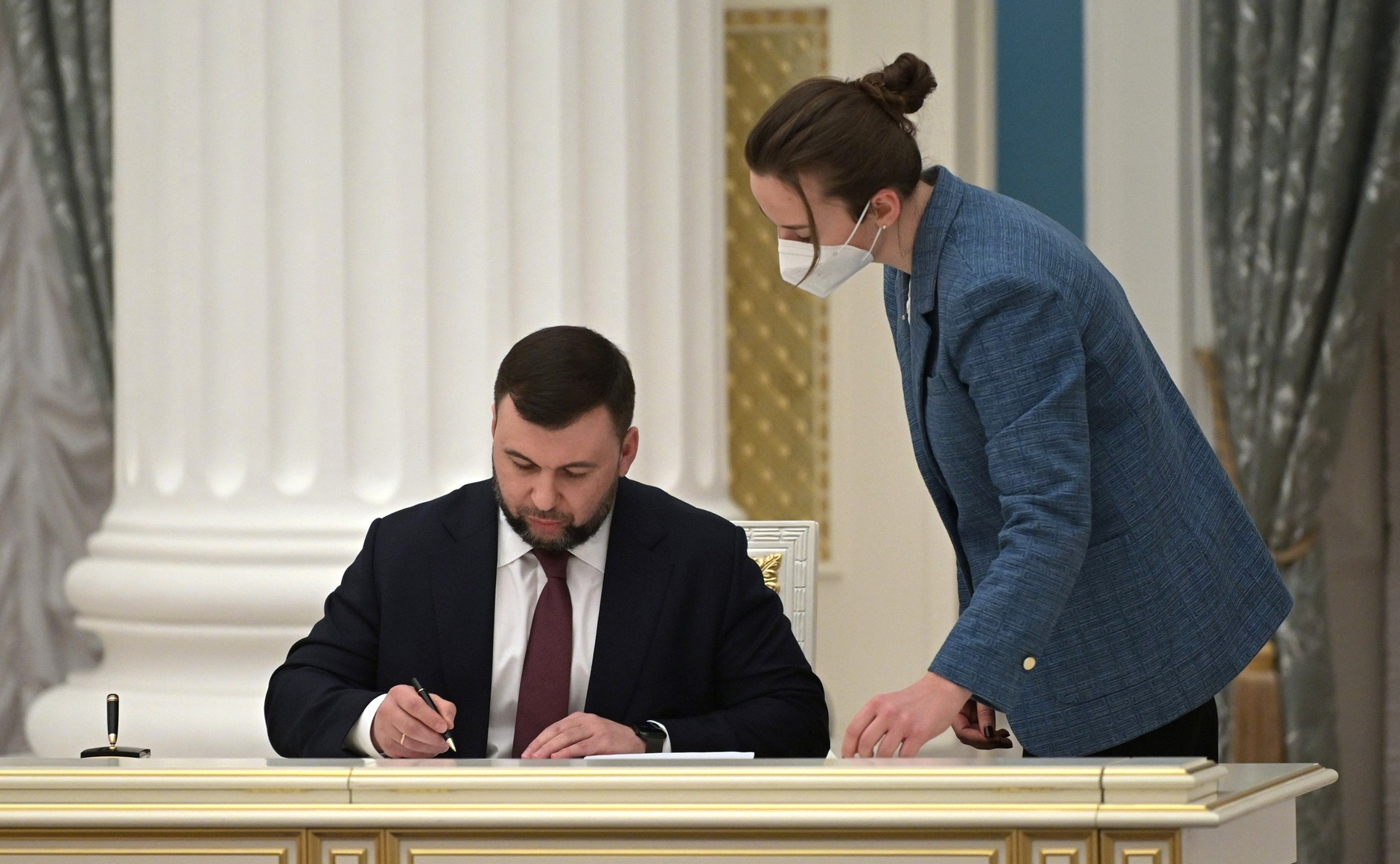
Ondertekening van documenten over de erkenning door Rusland van de Volksrepublieken Donetsk en Loegansk op 21 februari 2022

Op 29 juni 2022 verklaarde Syrië de twee zelfverklaarde volksrepublieken te erkennen. Rusland verleende het regime van president Bashar al-Assad omvangrijke militaire steun in de Syrische Burgeroorlog. Op 13 juli 2022 erkende Noord-Korea de volksrepubliek volgens Russische media.
Op 5 oktober 2022 werd de volksrepubliek Donetsk formeel opgenomen in de Russische Federatie als een federale republiek, na een omstreden referendum onder Russische bezetting. Deze eenzijdige annexatie werd internationaal veroordeeld en niet erkend. Leider van de volksrepubliek, Denis Poesjilin, werd aangesteld als voorlopig hoofd van de federale republiek die de facto onder de oude naam binnen de Russische Federatie zal bestaan.

## Demografie

### Bevolking
Volksrepubliek Donetsk heeft een redelijk hoge bevolkingsdichtheid. Op 1 januari 2018 woonden er volgens de volkstelling 2.302.444 mensen in de afgesplitste republiek. In november 2014 leefde meer dan 50% van de totale bevolking van de oblast Donetsk in door separatisten gecontroleerd gebied. Dit aantal is relatief hoog aangezien de rebellen geen controle hebben over het grootste deel van de oblast Donetsk, maar wel grote steden zoals Donetsk en Horlivka in handen hebben. Op 17 juni 2015 wordt geschat dat ongeveer de helft van de mensen die in separatistisch gebied wonen, gepensioneerden zijn.

### Geologie
Oblast Donetsk, waarbinnen de volksrepubliek Donetsk werd uitgeroepen, grenst in het zuidwesten en westen aan de oblasten Dnjepropetrovsk en Zaporizja, in het noordwesten aan de oblast Charkov, in het noordoosten aan de oblast Loehansk (met daarin de volksrepubliek Loegansk), in het zuidoosten aan de oblast Rostov in Rusland, en in het zuiden aan de Zee van Azov. Het reliëf van het gebied is een heuvelachtige vlakte doorsneden door rivierdalen. De gemiddelde hoogte boven zeeniveau is 140 m. Het klimaat is een landklimaat. De winters zijn mild en kort; de zomers zijn heet en lang. De gemiddelde temperatuur in januari is -4 °C, in juli +21 °C. Absoluut minimum -36 °C, maximum +42 °C. De gemiddelde jaarlijkse neerslag varieert van 380 tot 550 mm.

### Religie
De religie binnen de volksrepubliek Donetsk is overwegend Russisch-orthodox. Jehovah's getuigen worden op grote schaal gediscrimineerd. En op 26 september 2018 werden Jehovah's getuigen officieel bestempeld als "extremistisch" en werden hun activiteiten in het land verboden.

## Geschiedenis

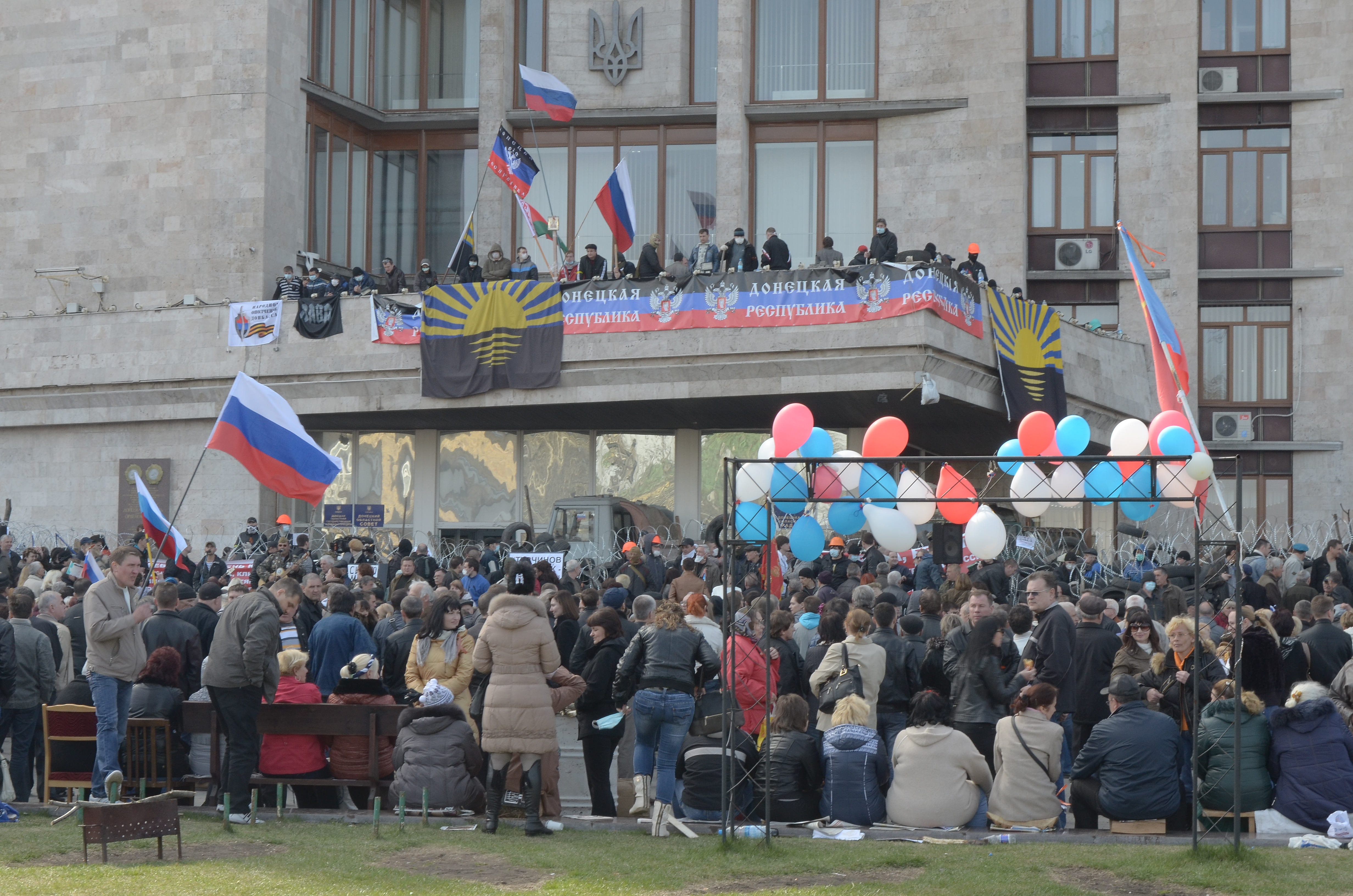
Pro-Russische demonstranten bezetten het regeringsgebouw van Donetsk op 7 april 2014

Opstandelingen bezetten op 7 april 2014 in de hoofdstad Donetsk een gebouw van de regionale overheid. In de volgende dagen gebeurde dit ook in andere steden in de oblast Donetsk, waaronder Slovjansk. De eind 2005 opgerichte organisatie Donetskaja Respoeblika riep op 14 april de volksrepubliek Donetsk uit. Op 16 april werd een referendum voorbereid en een Centrale Verkiezingscommissie opgericht.
Op 11 mei was er een referendum over de onafhankelijkheid van het bezette deel van de oblast Donetsk. Onafhankelijke waarnemingen waren tijdens het referendum onmogelijk. De uitslag van het referendum zou volgens de pro-Russische separatisten 89% in het voordeel van afscheiding bedragen. De volgende dag verklaarde de volksrepubliek Donetsk zich onafhankelijk.
Op 18 augustus 2014 maakten de rebellen bekend dat de doodstraf in hun gebied werd ingevoerd. Tijdens een spoedvergadering in Genève op 17 april 2014 zijn Rusland, Oekraïne, de Verenigde Staten en de Europese Unie het erover eens dat de illegale militaire formaties in Oekraïne moeten ophouden, en dat elke persoon die administratieve gebouwen bezet, de wapens moet neerleggen en deze moet verlaten. De deal voegt de mogelijkheid toe van amnestie voor alle anti-regeringsdemonstranten. Desalniettemin weigeren pro-Russische separatisten in Donetsk deze eenzijdig opgelegde voorwaarden, waarmee ze de autoriteiten in Kiev trotseren en de westerse opvattingen over Oekraïne in twijfel brengen.

## Mensenrechten
Sinds het begin van de oorlog hebben zich verschillende gevallen van verdwijning voorgedaan in de volksrepubliek Donetsk. Zachartsjenko zei dat zijn eenheden dagelijks tot vijf Oekraïense subversieven arresteerden. Het Center for Release of Captives schat dat meer dan 632 mensen illegaal werden vastgehouden door separatistische troepen in december 2014. Op 2 juni 2017 werd de freelance journalist Stanislav Asejev gearresteerd. Aanvankelijk ontkenden de autoriteiten de verblijfplaats van Asejev te weten totdat ze op 16 juli bevestigden dat hij was gearresteerd wegens spionage. Amnesty International riep tevergeefs op tot vrijlating van de journalist.

## MH17
Boven het dorp Hrabove stortte op dinsdag 17 juli 2014 rond 16:20 lokale tijd een passagiersvliegtuig van Malaysia Airlines met vluchtnummer MH17 neer, op 50 kilometer van de Russische grens. Alle 298 inzittenden kwamen om het leven, van wie 193 de Nederlandse nationaliteit hadden. Op 9 maart 2020 begon het strafproces over deze zaak in Nederland. De strafeis is levenslang voor elk.

## Militair
Het leger van de volksrepubliek Donetsk valt onder het federatieve leger van de Unie van Volksrepublieken, die een confederatie is van de volksrepubliek Donetsk en de volksrepubliek Loegansk. In 2014 zei staatshoofd Denis Poesjilin dat militairen van het Oekraïense regeringsleger dan als een bezettingsmacht zullen worden beschouwd als uit het referendum komt dat de volksrepubliek Donetsk zelfstandig zou worden op 11 mei.

## Regeringssamenstelling
- President: Denis Poesjilin (voorheen Aleksandr Zachartsjenko,[39][40] die werd vermoord)[41]
- Minister van Buitenlandse Zaken: Jekaterina Goebarjova 16 mei 2014 – 15 augustus 2014[42]
- Minister van Defensie: Vladimir Kononov,[43] opvolger van Igor Strelkov[44]

## Bestuurlijke indeling
De Volksrepubliek Donetsk kent een indeling in steden (город, gorod) en rayons (район, rajon).

## Internationale reacties
De Russische minister van Buitenlandse Zaken, Sergej Lavrov, beschuldigde de Oekraïense autoriteiten ervan de Russische regering de schuld te geven van al hun problemen, en verklaarde dat “de Oekraïners een duidelijk antwoord willen krijgen van Kiev op al hun vragen. Het is tijd om naar deze wettelijke eisen te luisteren". Hij verklaarde ook dat hij de ontwikkelingen in Oost- en Zuid-Oekraïne “zorgvuldig observeerde”. Het Russische ministerie van Buitenlandse Zaken uitte ook zijn bezorgdheid over de aankomst van het Oekraïense leger in het oosten van het land en riep op tot "onmiddellijke stopzetting van de militaire voorbereidingen die een burgeroorlog zouden kunnen ontketenen". De Amerikaanse minister van Buitenlandse Zaken John Kerry zei dat de gebeurtenissen "niet spontaan leken te zijn" en drong er tijdens een telefoongesprek bij Rusland op aan "publiekelijk de activiteiten van separatisten, saboteurs en provocateurs te verwerpen". De Amerikaanse ambassadeur bij de Organisatie voor Veiligheid en Samenwerking in Europa (OVSE), Daniel Baer, verklaarde dat zijn land noch de republiek noch het referendum zou erkennen. De Amerikaanse ambassadeur bij de Verenigde Naties, Samantha Power, stond erop dat als Rusland niet zou optreden om de spanning in Oost-Oekraïne te verminderen, "er meer sancties zouden komen" tegen Russische functionarissen. Zij was ook van mening dat de gebeurtenissen in Donetsk "dezelfde kenmerken" delen als de gebeurtenissen op de Krim. Premier Stephen Harper zei dat de gebeurtenissen "strikt het werk zijn van Russische provocateurs die door het regime van Poetin zijn gestuurd". De Canadese minister van Buitenlandse Zaken, John Baird beschreef de gebeurtenissen in Oekraïne als "brutale en gecoördineerde acties" van Rusland. Hij zei tegen verslaggevers "er is geen twijfel over mogelijk, sinds een groot aantal weken zijn provocateurs en ronduit misdadigers de grens overgestoken" naar Oekraïne.

## Sport en cultuur
De voetbalclub FK Sjachtar Donetsk was de voornaamste voetbalclub van de Donetsk-regio, maar na het uitbreken van de oorlog in Oost-Oekraïne in 2014 verhuisde de club naar Lviv, vervolgens in 2017 naar Charkov en in 2020 naar Kiev. Voetbal was vanouds de grootste sport in de regio, met onder andere clubs als FK Sjachtar Donetsk en Olimpik Donetsk en oud-voetbalclub Metaloerh Donetsk. De ijshockeyclub HK Donbass Donetsk was hier ook gevestigd, deze heeft sinds 2015 haar thuisbasis in Droezjkivka.

## Galerij

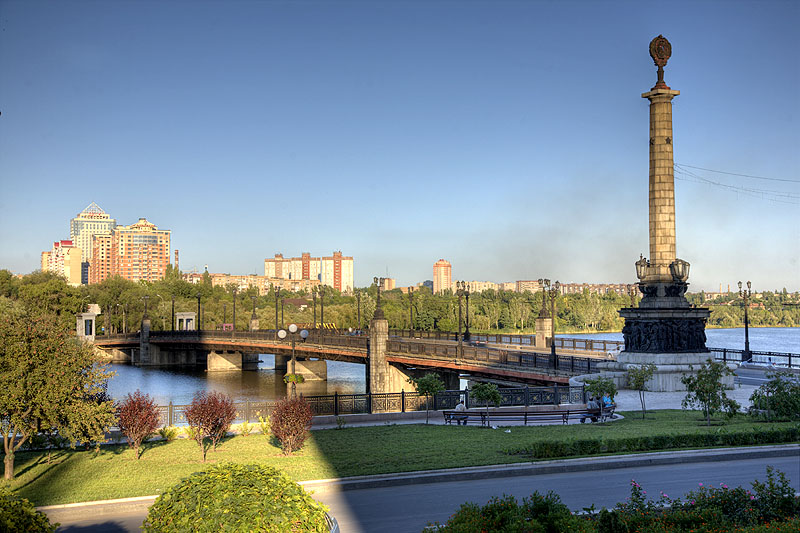
Sjtsjerbakovpark, het belangrijkste park van Donetsk
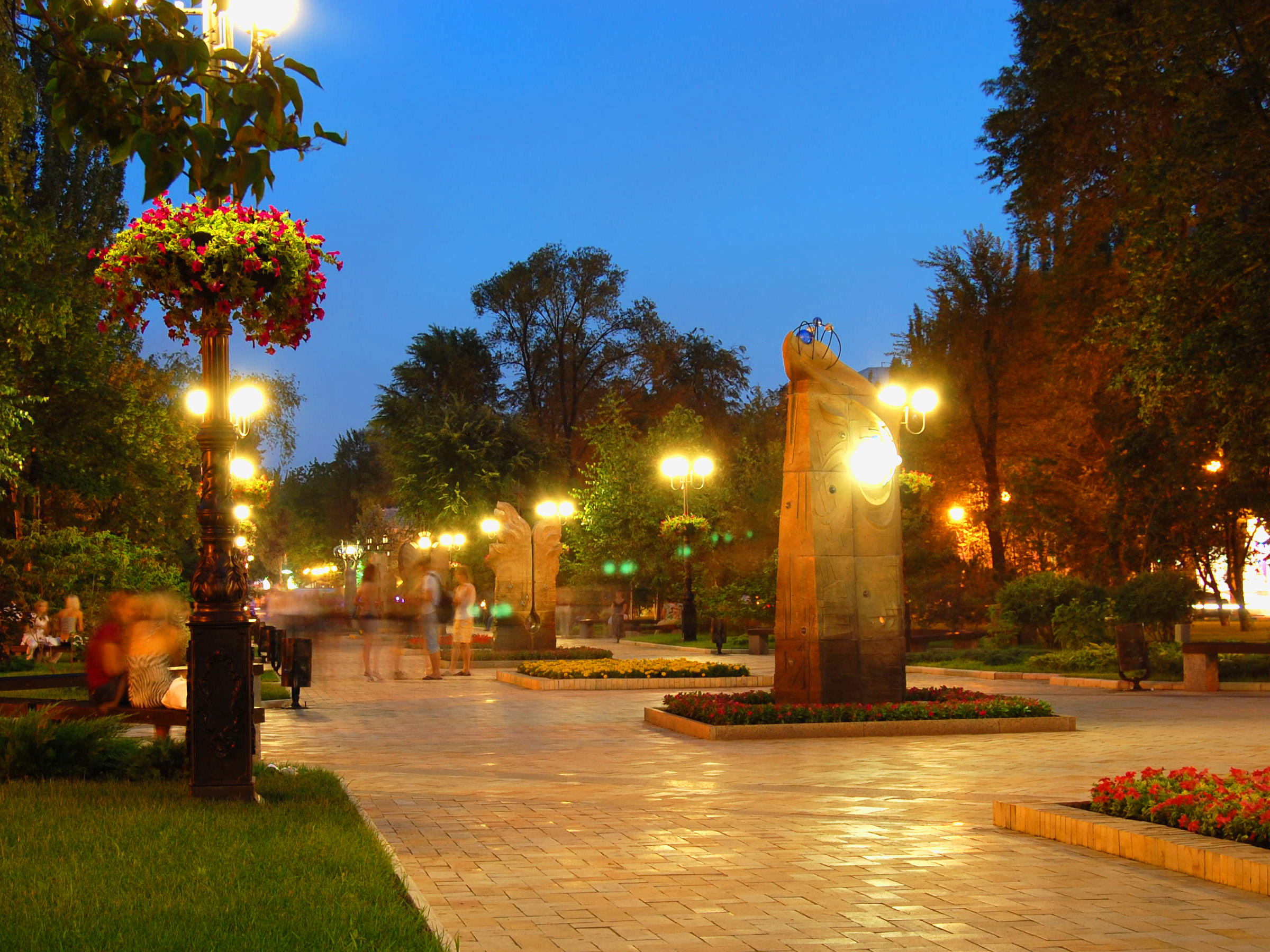
Steegje met monumenten op de Poesjkinboulevard
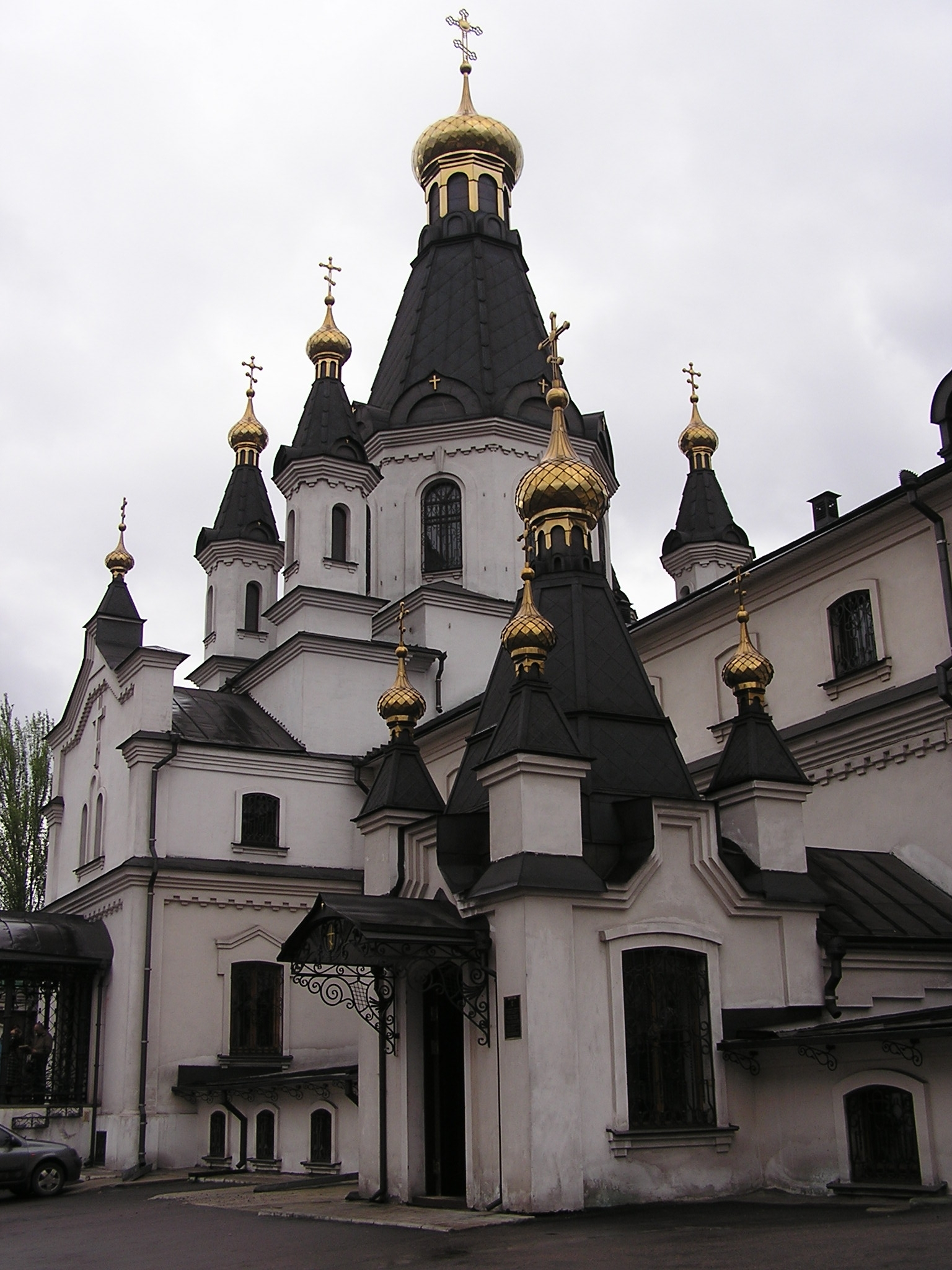
Sint-Nicolaaskathedraal in de hoofdstad Donetsk
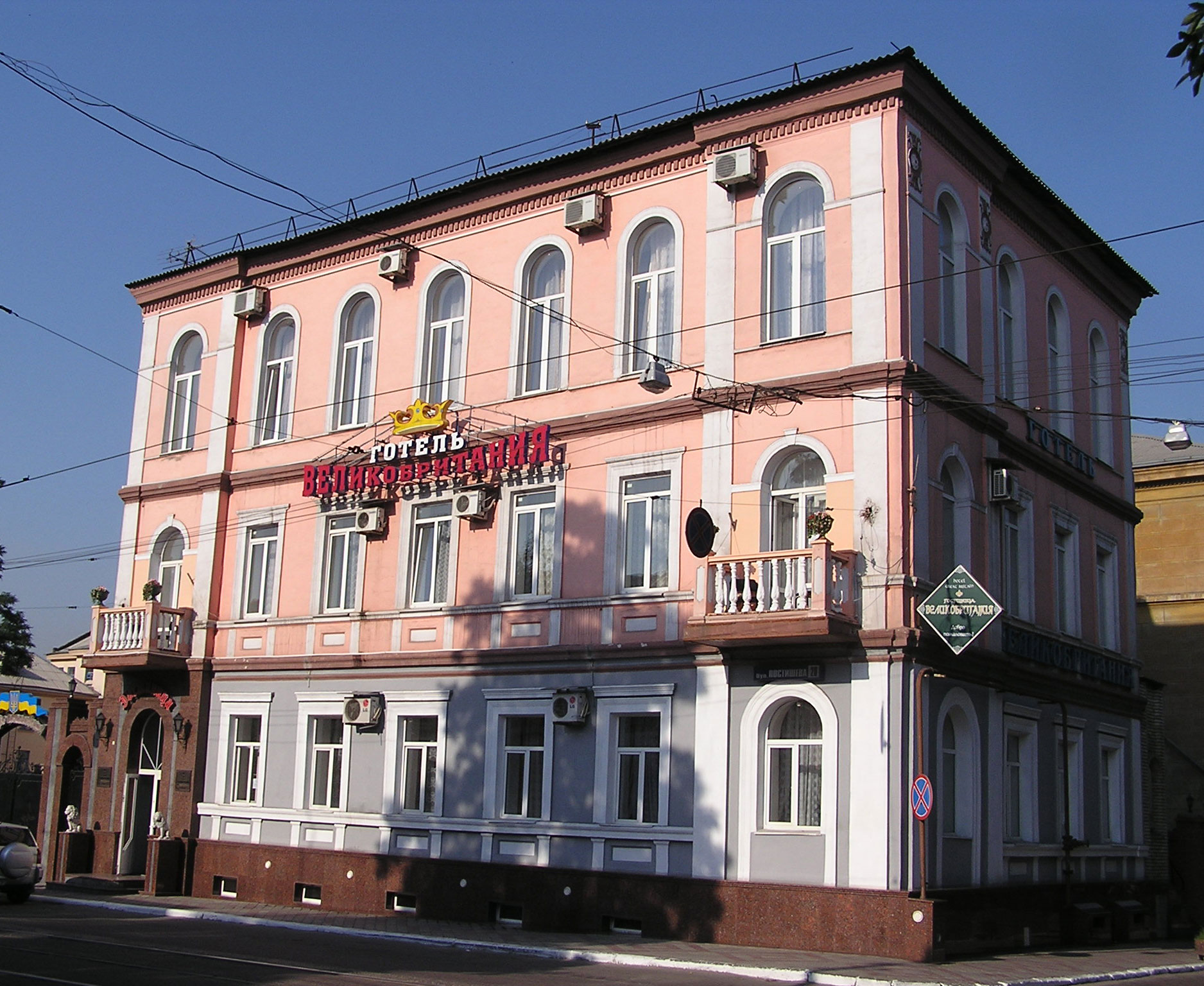
Hotel Velikobritaniya uit 1883 was een van de oudste gebouwen in de volksrepubliek